# Wspólnota administracyjna Ostheim vor der Rhön
Wspólnota administracyjna Ostheim vor der Rhön – wspólnota administracyjna (niem. Verwaltungsgemeinschaft) w Niemczech, w kraju związkowym Bawaria, w rejencji Dolna Frankonia, w regionie Main-Rhön, w powiecie Rhön-Grabfeld. Siedziba wspólnoty znajduje się w mieście Ostheim vor der Rhön. Pprzewodniczącym jej jest Adolf Büttner.
Wspólnota administracyjna zrzesza jedna gminę miejską (Stadt) oraz dwie gminy wiejskie (Gemeinde):
- Ostheim vor der Rhön, miasto, 3 477 mieszkańców, 40,73 km²
- Sondheim vor der Rhön, 995 mieszkańców, 18,58 km²
- Willmars, 639 mieszkańców, 12,17 km²